# جاشهر
جاشهر، روستایی از توابع شهرستان گراش در استان فارس ایران است.

## جمعیت
این روستا در دهستان آرد قرار دارد و براساس سرشماری مرکز آمار ایران در سال ۱۳۸۵، جمعیت آن ۱۹ نفر (۶خانوار) بوده‌است.